# Ruotsinsalo
Ruotsinsalo är en stor ö med landförbindelse i Finland. Den ligger i sjön Nerosjärvi och kommunerna Padasjoki och Tavastehus i landskapen Päijänne-Tavastland och Egentliga Tavastland, i den södra delen av landet, 120 km norr om huvudstaden Helsingfors.